# El Jicaral
El Jicaral est une municipalité nicaraguayenne du département de León au Nicaragua.